# 소콜로프-테르노프 효과
소콜로프-테르노프 효과(영어: Sokolov–Ternov effect)는 자기장에서 고에너지로 움직이는 상대론적 전자 또는 양전자의 자기-편극 효과이다. 자기-편극은 스핀 플립 싱크로트론 방사의 방출을 통해 발생한다. 이 효과는 이고르 테르노프에 의해 예측되었고, 아르세니 소콜로프가 디랙 방정식의 정확한 해를 사용하여 예측을 엄밀하게 입증했다.

## 이론
자기장 내의 전자는 자기장의 방향(위로 향한다고 가정)에 대해 같은 방향("스핀 업") 또는 반대 방향("스핀 다운")으로 스핀을 가질 수 있다. "스핀 다운" 상태는 "스핀 업" 상태보다 에너지가 더 높다. 편극은 싱크로트론 방사 방출을 통한 "스핀 다운" 상태로의 전이율이 "스핀 업" 상태로의 전이 확률보다 약간 크기 때문에 발생한다. 결과적으로, 처음에 편극되지 않은 고에너지 전자 빔이 저장 링에서 충분히 오랫동안 순환하면 스핀이 자기장과 반대 방향으로 정렬된다. 포화는 완전하지 않으며 다음 공식으로 명시적으로 설명된다.
{\displaystyle \xi (t)=A\left(1-e^{-{\frac {t}{\tau }}}\right),}
여기서 {\displaystyle A=8{\sqrt {3}}/15\approx 0.924}는 편극의 한계 정도(92.4%)이고, {\displaystyle \tau }는 이완 시간이다.
{\displaystyle \tau =A{\frac {4\pi \varepsilon _{0}\hbar ^{2}}{mce^{2}}}\left({\frac {mc^{2}}{E}}\right)^{2}\left({\frac {H_{0}}{H}}\right)^{3}.}
여기서 {\displaystyle A}는 이전과 같고, {\displaystyle m}과 {\displaystyle e}는 전자의 질량과 전하이며, {\displaystyle \varepsilon _{0}}는 진공 유전율, {\displaystyle c}는 빛의 속도, {\displaystyle H_{0}\approx 4.414\times 10^{13}~{\text{gauss}}}는 슈윙거 장, {\displaystyle H}는 자기장, {\displaystyle E}는 전자 에너지이다.
편극의 한계 정도 {\displaystyle A}가 1보다 작은 것은 스핀-궤도 에너지 교환이 존재하기 때문인데, 이는 "스핀 업" 상태로의 전이를 허용한다("스핀 다운" 상태보다 확률이 25.25배 작음).
일반적인 이완 시간은 수 분에서 수 시간 정도이다. 따라서 고도로 편극된 빔을 생성하려면 충분히 긴 시간과 저장 링의 사용이 필요하다.
양전자의 자기-편극 효과는 유사하며, 유일한 차이점은 양전자의 스핀이 자기장 방향과 평행하게 정렬되는 경향이 있다는 점이다.

## 실험적 관찰
소콜로프-테르노프 효과는 소련, 프랑스, 독일, 미국, 일본, 스위스에서 1~50 GeV 에너지의 전자를 사용하는 저장 링에서 실험적으로 관찰되었다.
- 1971년 – 부드커 핵물리학 연구소 (첫 관찰), 625 MeV 저장 링 VEPP-2 사용.
- 1971년 – 오르세 (프랑스), 536 MeV АСО 저장 링 사용.
- 1975년 – 스탠포드 (미국), 2.4 GeV SPEAR 저장 링 사용.
- 1980년 – DESY, 함부르크 (독일), 15.2 GeV PETRA 사용.

## 적용 및 일반화
복사 편극 효과는 다양한 실험에 사용될 수 있는 고에너지 전자 및 양전자 편극 빔을 생성하는 독특한 능력을 제공한다.
이 효과는 현재까지 실험적으로 달성 가능한 조건에서는 너무 작아서 관찰할 수 없는 언루 효과와도 관련이 있다.
소콜로프와 테르노프가 제시한 평형 편극은 궤도가 완벽하게 평면이 아닐 때 보정을 가진다. 이 공식은 데르베네브와 콘드라텐코 등에 의해 일반화되었다.

## 특허
- 소콜로프 A. A. 및 테르노프 I. M. (1973): 1963년 6월 26일 우선권이 있는 1973년 8월 7일 상 N 131, Byull. Otkr. i Izobr., vol. 47.

## 같이 보기
- 언루 효과
- 호킹 복사
- 프루아사르-스토라 방정식

## 내용주
1. ↑  Sokolov, A. A.; I. M. Ternov (1963).  О поляризационных и спиновых эффектах в теории синхротронного излучения [Polarization and spin effects in the theory of synchrotron radiation]. 《Doklady Akademii Nauk SSSR》 (러시아어) 153. 1052–1053쪽.
2. ↑  A. A. Sokolov; I. M. Ternov (1964). 《On Polarization and Spin Effects in Synchrotron Radiation Theory》 (PDF). 《Sov. Phys. Dokl.》 8. 1203쪽. Bibcode:1964SPhD....8.1203S.
3. 1 2  A. A. Sokolov; I. M. Ternov (1986).  C. W. Kilmister, 편집. 《Radiation from Relativistic Electrons》. New York: American Institute of Physics Translation Series. ISBN 0-88318-507-5. Section 21.3 for the theory and section 27.2 for experimental verifications of the Sokolov–Ternov effect.
4. ↑  J. Kessler (1985). 《Polarized Electrons》 2판. Berlin: Springer. Section 6.2.
5. ↑  V. A. Bordovitsyn, 편집. (1999). 《Synchrotron Radiation Theory and Its Development: in Memory of I. M. Ternov》. Singapore: World Scientific. ISBN 981-02-3156-3.  3 January 2010에 원본 문서에서 보존된 문서. 17 August 2008에 확인함.
6. ↑  Barber, D. P.; Mane, S. R. (1988). 《Calculations of Bell and Leinaas and Derbenev and Kondratenko for radiative electron polarization》 (PDF). 《Physical Review A》 37. 456–463쪽. Bibcode:1988PhRvA..37..456B. doi:10.1103/PhysRevA.37.456. PMID 9899676. S2CID 29197700.